# Les Nuits blanches de Saint-Pétersbourg
Pour plus de détails, voir Fiche technique et Distribution.
Les Nuits blanches de Saint-Pétersbourg est un film français réalisé par Jean Dréville en 1937, sorti en 1938.

## Synopsis
Au début du XXe siècle, à Saint-Pétersbourg, le haut fonctionnaire Borowsky recueille son ami Serge Pozdnycheff, ruiné pour avoir mené une vie de débauche. Serge séduit Sonia, l'épouse de Borowsky, ce qui pousse ce dernier au suicide. Pris de remords, Serge s'installe dans le domaine familial avec sa mère, à la campagne. Il fait la connaissance d'Hélène Voronine et l'épouse. Quelques années après, le couple est installé à Saint-Pétersbourg avec leur jeune fils, Vassia. Par l'intermédiaire de Katia, sa jeune sœur, Hélène fréquente les salons mondains et rencontre ainsi le violoniste virtuose Toukatchewsky…

## Fiche technique
- Titre : Les Nuits blanches de Saint-Pétersbourg
- Réalisation : Jean Dréville
- Scénario et dialogues : André Legrand, d'après le roman La Sonate à Kreutzer de Léon Tolstoï
- Décors : Lucien Carré, Ivan Lochakoff et Vladimir Maingard
- Costumes : Boris Bilinsky et Louis Granier
- Photographie : Michel Kelber
- Cadreur : Marcel Weiss
- Montage : Raymond Leboursier et Raymonde Delor
- Musique originale : Adolphe Borchard ; et Sonate n° 9 pour violon et piano en la majeur opus 47 dite Sonate à Kreutzer de Ludwig van Beethoven, interprétée par Henryk Szeryng (violon) et Adolphe Borchard (piano)
- Sociétés de production : Forrester-Parant Productions et Cinatlantica Films
- Société de distribution : Gaumont
- Pays de production :  France
- Format : Noir et blanc — 35 mm — 1,37:1 — Son : Mono
- Genre : Film dramatique
- Durée : 97 minutes (1 h 37)
- Date de sortie :
  - France : 9 mars 1938

## Distribution
- Gaby Morlay : Hélène Voronine
- Jean Yonnel : Serge Pozdnycheff
- Jacques Erwin : Toukatchewsky
- Pierre Renoir : Borowsky
- Edmonde Guy : Sonia Borowsky
- Clara Darcey-Roche : La mère de Serge
- Annie Rozane : Katia Voronine
- André Bervil : Igor Petrovitch
- Gisèle Gire : La fleuriste
- Georges Paulais : Gourevitch
- André Nox : Le directeur
- Marguerite de Morlaye : Une admiratrice
- Louis Salou : Michel
- Charles Léger : Le domestique
- Jean-Pierre Thisse : Le petit Vassia